# Meysse
För andra betydelser, se Meysse (olika betydelser).
Meysse är en kommun i departementet Ardèche i regionen Auvergne-Rhône-Alpes i sydöstra Frankrike. Kommunen ligger  i kantonen Rochemaure som ligger i arrondissementet Privas. År 2022 hade Meysse 1 380 invånare.

## Befolkningsutveckling
Antalet invånare i kommunen Meysse
Referens: INSEE